# Framo

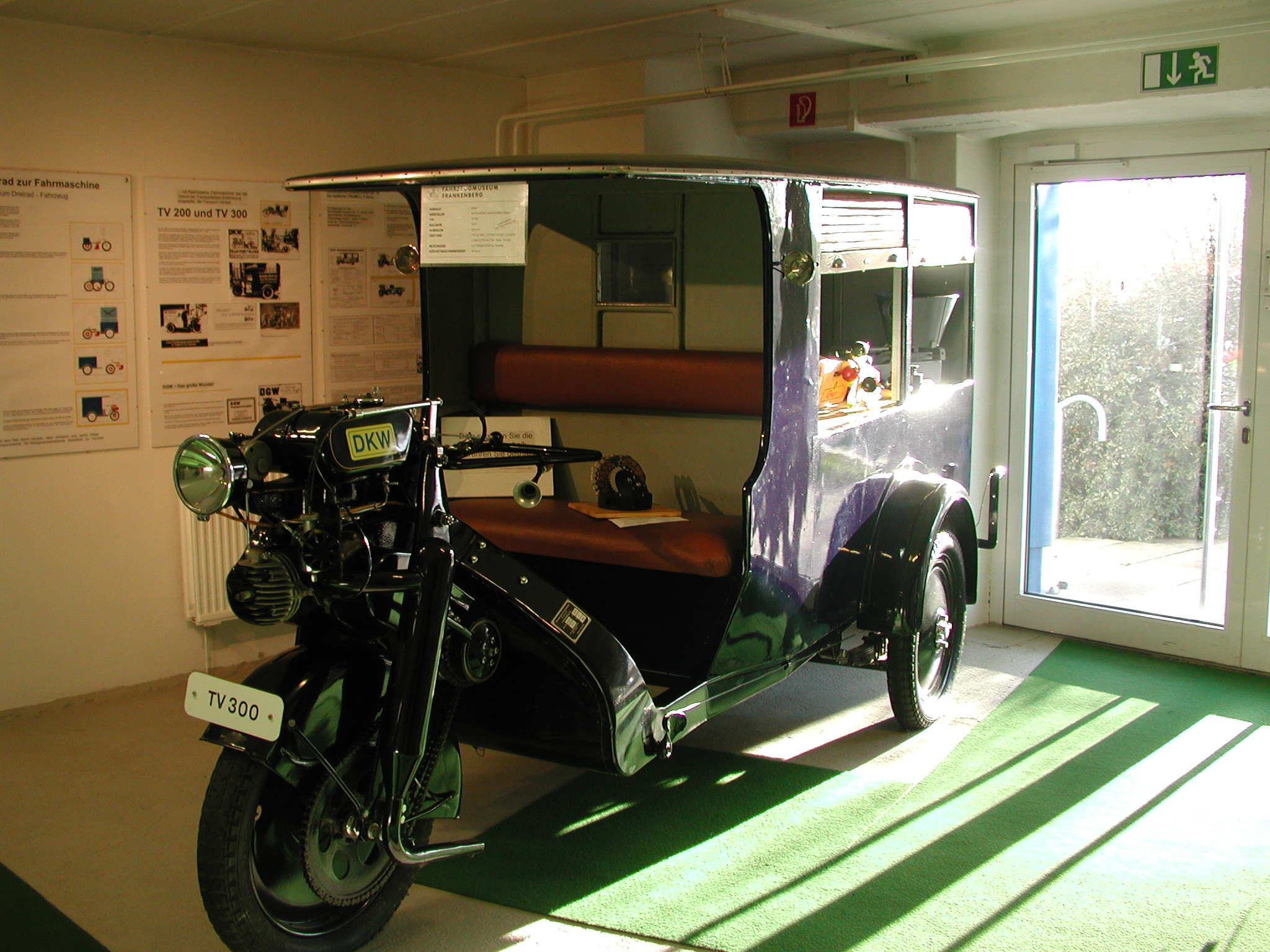
Framo TV 300

Framo V 901/2 (1958)

Framo è un marchio automobilistico del passato, sotto il quale negli anni trenta furono prodotte utilitarie e piccole autovetture. Dopo la Seconda guerra mondiale la IFA fece ancora produrre sotto questo marchio fino al 1957 furgoncini universali.

## Storia dell'azienda

### Periodo 1923–1945
Nel 1923 fu fondata da Jørgen Skafte Rasmussen la Metallwerke Frankenberg / Sachsen per la produzione di accessori per motociclette come selle, frizioni, carburatori per la DKW e altre fabbriche.
Nel 1927 dalla combinazione di una moto con un piano di carico, fu prodotto e presto venduto con successo come veicolo a tre ruote motorizzato il robusto ed economico furgone DKW Eil Lieferwagen (nome del modello TV 300). Seguirono parecchi ulteriori sviluppi come i modelli ZW 200, LT 200, LTyH 200 e LTH 300. Dal 1933 gli impianti con 700 collaboratori furono gradualmente trasferiti a Hainichen, dove Rasmussen aveva acquistato gli ex capannoni di una tesoreria e di una filanda. Sebbene la fabbrica non fosse più residente nella località originaria, il 1º gennaio 1934 il nome degli impianti metallurgici fu cambiato in Framo-Werke GmbH; tale denominazione era un'abbreviazione del luogo di produzione: FRAnkenberg e MOtorenwerke. A partire da quell'anno vennero prodotte anche utilitarie che offrivano motori incorporati DKW raffreddati ad aria e con trazione anteriore: innanzitutto ci fu il veicolo a tre ruote Stromer FP 200 con una ruota davanti e due dietro nonché con una carrozzeria dalla linea aerodinamica. I successivi Piccolo VH 200 e Piccolo VH 300 avevano quattro ruote e all'inizio un cofano motore chiuso simile a quello del Tatra 11. In seguito fu installata una maschera per il radiatore. In tre anni delle tre serie prodotte furono però venduti in totale solo circa 1.070 esemplari.
Nel 1938 venne presentato il primo veicolo commerciale da trasporto a quattro ruote sul mercato il V 500, con un motore da 500 cm³ di cilindrata e una potenza di 15 CV. La velocità massima raggiungeva i 60 km/h. Fino al 1943 seguirono numerosi altri furgoni. La Framo fece buoni guadagni durante il regime nazista, soprattutto grazie alla produzione di veicoli militari e relativi accessori e all'impiego di lavoratori forzati. Di conseguenza, a partire dal 1945 come industria bellica l'azienda fu quasi completamente smantellata. Hans Rasmussen, l'ex amministratore, fu imprigionato dai sovietici e morì il 21 settembre 1945 nel lager di Toszek. 

### Nuovo inizio a partire dal 1945
Dopo la Seconda guerra mondiale incominciò un nuovo capitolo della produzione di veicoli commerciali ad Hainichen: con poche maestranze aprì dapprima un'azienda di riparazioni per le auto del marchio Framo ancora esistenti ma non in condizioni di marciare; inoltre furono prodotti urgentemente articoli necessari per le esigenze quotidiane come carrelli, stufe e cesti per patate.
Solo nel 1948 la produzione di auto poté essere ripresa. Da pezzi di ricambio e su macchine esistenti nacque il camioncino V 501. Nel 1951 arrivarono sul mercato i primi nuovi sviluppi, il V 901 e il V 902. A partire dal 1953 si lavorò sistematicamente allo sviluppo di camioncini con grande ampiezza di carrozzerie speciali. Come segno visibile di un inizio assolutamente nuovo seguì nel 1957 un cambiamento del precedente marchio Framo in Barkas. L'anno seguente la produzione principale fu trasferita a Karl-Marx-Stadt e riunita alle fabbriche dei motori e dei veicoli; il modello B 1000 (con un motore a due tempi da 900 cm³ di cilindrata e 28 CV (=20,6 kW)) andò in serie nel 1961. Sotto la direzione dell'IFA fu prodotto in grandi quantità e consegnato anche all'estero.

## Dati tecnici di alcune vetture Framo
| Modello                          | Stromer FP 200              | Piccolo VH 300             | Piccolo VH 200             |
| -------------------------------- | --------------------------- | -------------------------- | -------------------------- |
| Periodo di costruzione           | 1933                        | 1934−1935                  | 1935                       |
| Carrozzerie                      | L2, Cb2                     | L2, Cb2                    | L2                         |
| Motore                           | 1 cil. a 2 tempi            | 1 cil. a 2 tempi           | 1 cil. a 2 tempi           |
| Valvole                          | senza                       | senza                      | senza                      |
| Alesaggio × cilindrata           | 60 mm × 68,5 mm             | 74 mm × 68,5 mm            | 60 mm × 68,5 mm            |
| Cilindrata                       | 192 cm³                     | 297 cm³                    | 192 cm³                    |
| Potenza (CV)                     | 6                           | 8                          | 6                          |
| Potenza (kW)                     | 4,4                         | 5,9                        | 4,4                        |
| in numero di giri (1/min)        | 3.500                       | 3.500                      | 3.500                      |
| Compressione                     | 5,8: 1                      | 5,8: 1                     | 5,8: 1                     |
| Consumo                          | 6 l / 100 km                | 6 l / 100 km               | 6 l / 100 km               |
| Cambio                           | 4 marce con cambio a pedale | 3 marce con cambio manuale | 3 marce con cambio manuale |
| Velocità massima                 | 60 km/h                     | 62 km/h                    | 57 km/h                    |
| Peso a vuoto                     | 320 kg                      | 375 kg                     | 350 kg                     |
| Elettrico                        | 6 Volt                      | 6 Volt                     | 6 Volt                     |
| Lunghezza                        | 3.100 mm                    | 3.000 mm                   | 3.000 mm                   |
| Larghezza                        | 1.400 mm                    |                            |                            |
| Altezza                          | 1.270 mm                    | 1.400 mm                   | 1.400 mm                   |
| Passo                            | 2.168 mm                    | 2.260 mm                   | 2.260 mm                   |
| Convergenza anteriore/posteriore | 1.250 mm / 0                | 1.100 mm / 1.100 mm        | 1.100 mm / 1.100 mm        |
| Grandezza dello pneumatico       | 26" × 3,50"                 | 25" × 3,00" o 3,00-19"     | 25" × 3,00" o 3,00-19"     |

- L2 = Limousine a 2 porte
- Cb2 = Cabriolet a 2 porte